# Боровиков, Владимир Гаврилович
Владимир Гаврилович Боровиков (1880 — 1938) — подполковник 20-го пехотного Галицкого полка, герой Первой мировой войны, участник Белого движения.

## Биография
Сын чиновника, уроженец Волынской губернии.
Окончил пехотное юнкерское училище, откуда выпущен был подпрапорщиком в 126-й пехотный Рыльский полк. Произведен в подпоручики 10 марта 1903 года, в поручики — 10 октября 1906 года, в штабс-капитаны — 10 октября 1910 года.
12 июля 1914 года переведен в 20-й пехотный Галицкий полк, в рядах которого и вступил в Первую мировую войну. Произведен в капитаны 13 апреля 1915 года «за отличия в делах против неприятеля», в подполковники — 15 января 1917 года «за отличия в делах против неприятеля». В 1917 году был командиром Бендерского батальона смерти. Удостоен ордена Св. Георгия 4-й степени
За то, что 29 июля 1917 года в семичасовом бою, командуя Бендерским батальоном смерти, лично ведя в атаку названный батальон впереди всех частей и увлекая своим примером атаковавших, ворвался в дер. Войнешти, переправившись с батальоном вброд через р. Бузео. Будучи тяжело ранен в голову осколком снаряда, упал, но продолжал командовать батальоном и, по свидетельству солдат, все время кричал: «Товарищи, вперед, вперед». Личный пример высокой доблести и мужества, проявленный подполковником Боровиковым, сыграл огромную роль в занятии частями 47-го армейского корпуса участка укрепленной позиции противника и захвате более 400 пленных, 4 орудий и 8 пулеметов.
В том же бою получил сквозное ранение головы и ранение в ногу с раздроблением костей. В Гражданскую войну участвовал в Белом движении на Восточном фронте. С марта 1919 года был командиром батальона в Учебно-инструкторской школе во Владивостоке, полковник.
В эмиграции в Китае. Состоял членом пехотной секции Союза служивших в Российских армии и флоте в Шанхае, а также заместителем председателя и казначеем Союза Русских военных инвалидов в Шанхае. Умер в 1938 году. Был женат, имел двоих сыновей.

## Награды
- Орден Святой Анны 3-й ст. (ВП 8.04.1914)
- Орден Святого Владимира 4-й ст. с мечами и бантом (ВП 28.12.1914)
- Орден Святого Станислава 2-й ст. с мечами (ВП 27.03.1915)
- Орден Святой Анны 2-й ст. с мечами (ВП 9.09.1916)
- Орден Святого Георгия 4-й ст. (Дополнение к ПАФ 14.08.1917)[8][9]